# David di Donatello al millor guió original
El premi David di Donatello al millor guió original (en italià: David di Donatello per la migliore sceneggiatura originale) és un premi de cinema que anualment atorga l'Acadèmia del Cinema Italià (ACI, Accademia del Cinema Italiano) per reconèixer el destacat guió original en una pel·lícula italiana estrenada l'any anterior a la cerimònia. El premi es va donar per primera vegada el 2017, quan aquest premi i el David di Donatello al millor guió adaptat van substituir a l'antic David di Donatello al millor argument.

## Guanyadors i candidats
Els guanyadors del premi han estat:

### Anys 2010-2019
- 2017
  - Nicola Guaglianone, Barbara Petronio i Edoardo De Angelis - Indivisibili
  - Claudio Giovannesi, Filippo Gravino i Antonella Lattanzi - Fiore
  - Michele Astori, Pierfrancesco Diliberto i Marco Martani - In guerra per amore
  - Paolo Virzì e Francesca Archibugi - La pazza gioia
  - Roberto Andò e Angelo Pasquini - Le confessioni
  - Filippo Gravino, Francesca Manieri i Matteo Rovere - Veloce come il vento
- 2018
  - Susanna Nicchiarelli - Nico, 1988
  - Jonas Carpignano - A Ciambra
  - Manetti Bros., Michelangelo La Neve - Ammore e malavita
  - Donato Carrisi - La ragazza nella nebbia
  - Francesco Bruni - Tutto quello che vuoi
- 2019
  - Ugo Chiti, Massimo Gaudioso, Matteo Garrone - Dogman
  - Francesca Marciano, Valia Santella, Valeria Golino - Euforia
  - Fabio i Damiano D'Innocenzo - La terra dell'abbastanza
  - Alice Rohrwacher - Lazzaro felice
  - Alessio Cremonini, Lisa Nur Sultan - Sulla mia pelle

### Anys 2020-2029
- 2020
  - Marco Bellocchio, Ludovica Rampoldi, Valia Santella, Francesco Piccolo - Il traditore
  - Phaim Bhuiyan, Vanessa Picciarelli - Bangla
  - Filippo Gravino, Francesca Manieri, Matteo Rovere - Il primo re
  - Gianni Romoli, Silvia Ranfagni, Ferzan Özpetek - La dea fortuna
  - Valerio Mieli - Ricordi?